# Bintuas
Bintuas is een bestuurslaag in het regentschap Mandailing Natal van de provincie Noord-Sumatra, Indonesië. Bintuas telt 1549 inwoners (volkstelling 2010).